# Rattus stoicus
Rattus stoicus är en däggdjursart som först beskrevs av Miller 1902.  Rattus stoicus ingår i släktet råttor och familjen råttdjur. Inga underarter finns listade i Catalogue of Life. Enligt ett verk från 2005 är arten nära släkt med svartråttan. I några tidiga avhandlingar skedde en förväxling med Sundamys muelleri, som förekommer längre österut. I en zoologisk bok från 2017 önskades nya genetiska studier för att bättre bestämma artens taxonomiska position i släktet Rattus.

## Utseende
Djuret är med en kroppslängd (huvud och bål) av 220 till 260 mm och en svanslängd av 192 till 212 mm en stor råtta. Viktuppgifter saknas, bakfötterna är 45 till 48 mm långa och öronen är cirka 24 mm stora. I den långa och fluffiga pälsen är några genomskinliga taggar och ett fåtal mörka täckhår inblandade. Så har ovansidan en gråbrun färg och den gråa undersidan är ljusare jämförd med Rattus tawitawiensis. Bakfötterna är oftast vita eller ljus gråbruna. För huvudet är mörkbruna öron och långa morrhår typiska. Gränsen till svansens lite ljusare undersida är otydlig. Av honans 8 spenar ligger 2 på bröstet, 2 lite efter bålens mitt och 4 vid ljumsken.

## Utbredning och ekologi
Denna råtta lever endemisk på Andamanöarna. Den vistas i låglandet och i kulliga områden upp till 200 meter över havet. Habitatet utgörs av fuktiga städsegröna skogar. Individerna går främst på marken. De är nattaktiva.

## Hot
I öarnas centrum sker landskapsförändringar endast efter tsunamin. Denna råtta är sällsynt. IUCN kategoriserar arten globalt som sårbar.